# Lasiocladus rufopilus
Lasiocladus rufopilus är en akantusväxtart som först beskrevs av Henri Ernest Baillon, och fick sitt nu gällande namn av Raymond Benoist. Lasiocladus rufopilus ingår i släktet Lasiocladus och familjen akantusväxter. Inga underarter finns listade i Catalogue of Life.